# Hlușkove Druhe, Hlobîne
Hlușkove Druhe (în ucraineană Глушкове Друге) este un sat în comuna Zamojne din raionul Hlobîne, regiunea Poltava, Ucraina.

## Demografie
Componența lingvistică a localității Hlușkove Druhe
     Ucraineană (94,12%)
     Belarusă (5,88%)
Conform recensământului din 2001, majoritatea populației localității Hlușkove Druhe era vorbitoare de ucraineană (94,12%), existând în minoritate și vorbitori de belarusă (5,88%).